# Thorstein le Rouge
Pour les articles homonymes, voir Þorsteinn.
Thorstein le Rouge (en vieux norrois : Þorsteinn rauðr), mort vers 890 est un roi viking d'Écosse du IXe siècle.

## Origine
Thorstein est le fils d'Aude la Très-Sage et du roi Amlaíb Conung / Olaf le Blanc. Par sa lignée paternelle il serait lié aux rois du Vestfold alors que sa mère est la fille de Ketill au Nez plat, roi viking des Hébrides.

## Règne
Bien que Thorstein ne soit connu que par le biais de sagas islandaises tardives, son historicité n'est pas remise en question. Le règne de son père Olaf le Blanc dans le royaume de Dublin est fixé à 853-871 et l'épouse de Thorstein, Thuriðr, est la petite-fille du roi irlandais Cerball mac Dúnlainge d'Ossory qui meurt en 888.
Thorstein lui-même s'allie avec Sigurd Eysteinsson, Jarl des Orcades, et se constitue un royaume avec les territoires conquis sur les Pictes dans le nord de l'Écosse.
Le Landnámabók et la Saga des gens du Val-au-Saumon prétendent que Thorstein était le roi de « la moitié de l'Écosse » mais la Heimskringla de façon plus réaliste place la frontière de son royaume à Strath Oykel à l'ouest du Dornoch Firth dans le Sutherland. Le royaume de Thorstein s'étendait en fait sur le Caithness et le Sutherland et peut-être sur les côtes sud du Moray Firth.
Lorsque Thorstein est tué par les Scots, la fortune de la famille s'effondre et sa mère Aude qui avait été répudiée par Olaf le Blanc et dont le père était mort, est obligée d'émigrer en Islande. Elle emmène avec elle Óláfr Feilan, le fils de Thorstein, qui s'installera à Laxárdal dans l'ouest de l'Islande et il est à l'origine d'une puissante lignée de chefs locaux.

## Union et postérité
Thorstein épouse Thuriðr la fille de Eyvindr Austmaðr dont un fils et six filles. Les deux aînées sont mariées par leur grand-mère Aude et les quatre autres comme leur frère, l'accompagnent en Islande : 
- Óláfr Feilan ;
- Groa, épouse aux Orcades Dungaðr (gaélique Donnchaidh) mormaer Celto-Norvégien du Caithness.
- Alöf, mariée aux Îles Féroé ;
- Thorgerðr épouse Kollr en Islande ; leur fils est Höskuldr ;
- Ósk, mère de Thorstein le Noir et le Sage ;
- Thorhildr, mère d'Alfr des Dalir ;
- Vigdis, ancêtre des gens de Höfdi dans l'Eyjafjörd.